# كارل ليمان
كارل ليمان (بالألمانية: Karl Lehmann )‏ (و. 1936 – 2018 م) هو أستاذ جامعي، وكاهن كاثوليكي ألماني، ولد في زيغمارينغن، وكان عضوًا في الأكاديمية الأوروبية للعلوم والآداب، توفي في ماينتس، عن عمر يناهز 82 عاماً، بسبب نزف مخي.

## مناصب
تولى منصب الكاردينال (منذ 24 مايو 2001)، وأسقف (منذ 2 أكتوبر 1983)، وأسقف كاثوليكي.

## التعليم
تعلم في الجامعة الغريغورية الحبرية.

## جوائز
حصل على جوائز منها:
- دكتوراه فخرية (27 أبريل 2017)[12]
- ميدالية فيلهام لاوشنر  [لغات أخرى]‏ (30 نوفمبر 2016)[13]
- ميدالية مارتن لوثر  [لغات أخرى]‏ (2015)[14]
- ميدالية الحرفية الأوروبية  [لغات أخرى]‏ (2013)[15]
- جائزة روتشلين  [لغات أخرى]‏ (2013)
- جائزة أبراهام جيجر  [لغات أخرى]‏ (2006)
- خاتم الشرف لجمعية كورس  [لغات أخرى]‏ (2002)
- صليب القائد لنيشان استحقاق جمهورية ألمانيا الاتحادية
- جائزة ستيغر  [لغات أخرى]‏
- وسام منع الإساءة للحيوانات  [لغات أخرى]‏
- الصليب الأكبر من وسام استحقاق جمهورية ألمانيا الاتحادية
- نيشان الاستحقاق لراينلند بالاتينات
- وسام الاستحقاق لبادن-فورتمبيرغ
- وسام جوقة الشرف من رتبة قائد.

## روابط خارجية
- كارل ليمان على موقع مونزينجر (الألمانية)